# 1992年冬季残疾人奥林匹克运动会澳大利亚代表团
1992年冬季残疾人奥林匹克运动会澳大利亚代表团是澳大利亚派出的1992年冬季残疾人奥林匹克运动会代表团。获得1枚金牌、1枚银牌和2枚铜牌。